# Ruta Mèxic
La Ruta Mèxic (oficialment: Ruta México) va ser una competició ciclista per etapes que es disputava a Mèxic.
Creada al 1989, es va organitzar anualment fins al 1999. Va ser l'antecedent de l'actual Volta a Mèxic.

## Palmarès
| Any  | Guanyador           | Segon                | Tercer              |
| ---- | ------------------- | -------------------- | ------------------- |
| 1989 | Raúl Alcalá         | Sergei Kupeinovitx   | Miguel Arroyo       |
| 1990 | Raúl Alcalá         | Miguel Arroyo        | Hector Patarroyo    |
| 1991 | Julio Ortegón       | Federico Muñoz       | Mike Carter         |
| 1992 | No disputada        |                      |                     |
| 1993 | Laurent Fignon      | Francisco Villalobos | Mike Carter         |
| 1994 | Raúl Alcalá         | Miguel Arroyo        | Álvaro Sierra       |
| 1995 | Luis Edgar Espinosa | Julio César Rangel   | Miguel Arroyo       |
| 1996 | No disputada        |                      |                     |
| 1997 | Jose Luis Vanegas   | Francisco Benítez    | Félix Garcia Casas  |
| 1998 | Miguel Arroyo       | José Robles          | Juan Carlos Fonseca |
| 1999 | Jose Luis Vanegas   | José Robles          | Israel Ochoa        |